# 開放弦
開放弦（かいほうげん）は弦楽器を演奏する際、指で弦を押さえずに音を出すこと、または指で弦を押さえていない状態そのものをいう。

## 概要
弦を抑えた状態と音色が異なるため、意図的に利用されたり、回避されたりする。西洋楽器以外の楽器ではむしろ積極的に利用されていることが多い。
一般に弦は、他の条件が同じであれば、弦の長さに弦の振動の周波数が反比例する。すなわち、弦を短くすることで音を高くすることができる。この仕組みを楽器の奏法に取り入れた楽器は多くあり、ヴァイオリンやチェロなどのヴァイオリン属、ギター、三味線などの有棹弦楽器では、指を指板と呼ばれる板に押さえつけることによって振動する弦の長さを短くする。また、ハープなどでも、音の高さを半音ないし全音高めるために、振動する弦の長さを短くする仕組みを持っている。このような楽器にあって、弦を短くしない、すなわち振動する弦の長さを最大にとった状態を開放弦と呼ぶ。
開放弦は弦の振幅が大きいために、他のどの音よりも豊かな響きが得られる。また、他の弦を弾いた音が開放弦と同音やその倍音関係にある場合、共振して響く役割も持っている。

### 和楽器
三味線、琵琶、胡弓は、開放弦に音階の主要音を設定する。特に三味線は一の糸 (最低音弦) の開放弦に「さわり」と呼ばれる噪音発生機構があり、これが他の弦の特定のいくつかの音に強く共鳴して響きを豊かにしている。
楽琵琶 (雅楽の琵琶) では調によって調弦が違う。また三味線、胡弓、薩摩琵琶、筑前琵琶では、移調して演奏する際 (主に歌い手の音域に合わせるため) 、開放弦の音高もそれに合わせてスライドされる。三味線、胡弓ではどの開放弦に主音や属音、下属音を割り当てるかでいくつもの調弦法があり、途中で調弦を変えることで転調する曲も非常に多い。

### ヴァイオリン属
ヴァイオリン属の楽器では、指で弦を押さえることで弦の振動が指に吸収されるため音色や音強が変化するが、開放弦はこのような左手による制御が効かないため、一連のフレーズを弾く場合に開放弦の音が挿入されるとそこだけ異質な感じを与える結果になりやすい。また、開放弦ではビブラートが基本的にかけられない。また弓で弾く場合、ボウイング技術が音質に直結する。和楽器と異なり、このような事情から、ヴァイオリン属の楽器では開放弦の使用が避けられる傾向にある。あるいは、無伴奏ソナタといった完全独奏曲では、開放弦と同じ振動数の音を別の弦で同時に鳴らして、結果として開放弦の音に左手運指による制御を加えることも行われる。しかし、開放弦ならではの豊かな響きを利用して多彩な効果を上げる場合もあり、楽器の最低音など開放弦で弾かざるを得ない場合など作曲者によって意図的に利用されていることもある。古典派時代までの音楽は開放弦を積極的に利用したとも考えられている。